# FV102 스트라이커
FV102 스트라이커(영어: FV102 Striker)는 대전차 미사일 발사차량으로, 영국 육군 및 벨기에에서 운용했던 CVR(T) 차량 중 하나이다. FV103 스파르탄과 외형이 매우 유사하지만, 차량 뒤쪽에 스윙파이어 대전차 유도 미사일 5연장 발사대 박스를 탑재하고 있다. 스윙파이어 미사일은 조이스틱으로 조종할 수 있었지만, 이것은 나중에 컨트롤러가 표적을 조준하는 반자동시선유도(SACLOS) 시스템으로 업데이트되었다. 걸프 전쟁과 이라크 전쟁에서 운용되었다.

## 같이 보기
- 스윙파이어
- FV103 스파르탄